# ديلتيازيم
ديلتيازيم (بالإنجليزية: Diltiazem) وهو دواء ينتمي لمجموعة الادوية المعروفة باسم محصرات الكالسيوم. تشترك هذه الادوية بعملية توصيل الاشارات في عضلة القلب والاوعية الدموية.

## الاستعمال والإعطاء
ديلتيازيم هو بنزوثيازيبين حاصر لقنوات الكالسيوم ومضاد لاضطراب نظم القلب صنف IV. إنه موسع وعائي محيطي وإكليلي مع فعالية سلبية مؤثرة في التقلص العضلي ولكن خصائصة الموسعة للأوعية ملحوظة بشكل أقل من حاصرات قنوات الكالسيوم من زمرة دي هيدروبيريدين مثل النيفيدبين. على عكس النيفيدبين، فإن ديلتيازيم يثبط التوصيل القلبي، خصوصاً على العقد الجيبية الأذينية والعقد الأذينية البطينية.
يعطى ديلتيازيم هيدروكلورايد فموياً في تدبير الذبحة الصدرية وفرط ضغط الدم وهو متوفر بعدد من المستحضرات للتجريع مرة واحدة، مرتين، أو ثلاث مرات يومياً.
يتوفر في بعض البلدان للاستعمال الوريدي في معالجة اضطرابات نظم القلب المختلفة (الرجفان الأذيني أو الرفرفة وتسرع القلب الانتيابي فوق البطيني). ويستخدم أيضاً موضعياً في تدبير الشق الشرجي.
التنوع في المستحضرات يعني أن الجرعة تعتمد المستحضر المستخدم. ممكن أن يتطلب تقليل الجرعة عند الكهول أو الأشخاص الذين لديهم فشل كبدي أو فشل كلوي.
- في الذبحة الصدرية تعطى جرعة بدئية 60 مغ فموياً ثلاث مرات يومياً (أو 30 مغ أربع مرات يومياً في الولايات المتحدة)، تزاد إذا دعت الحاجة إلى 360 مغ يومياً، تصل في بعض الأحيان إلى 480 مغ يومياً. المستحضرات المناسبة للاستعمال اليومي مرة واحدة أو مرتين ممكن أن تعطى بجرعات 120 إلى 480 مغ يومياً، تصل إلى 540 مغ يومياً.
- في فرط ضغط الدم ممكن أن يعطى ديلتيازيم على شكل أقراص أو كبسولات معدلة التحرر.

اعتماداً على المستحضر، الجرعة البدئية 60 إلى 120 مغ مرتين يومياً، تزاد حسب الحاجة إلى 360 مغ يومياً كحد أقصى. المستحضرات المناسبة للتجريع مرة واحدة يومياً ممكن أن تعطى بجرعات يومية مشابهة، على الرغم أن جرعات تصل إلى 540 مغ يومياً قد أعطيت.
- في اضراب النظم القلبية تقترح جرعة البدئية 250 ميكروغرام/كيلوغرام كجرعة بلعة وريدية خلال دقيقتين، الجرعة التالية 350 ميكروغرام/كيلوغرام ممكن أن تعطى بعد 15 دقيقة إذا كانت الاستجابة غير كافية. الجرعات التالية يجب أن تكون فردية لكل مريض . لمن يعانون من الرجفان الأذيني أو الرفرفة، ممكن أن يتحقق التناقص المستمر في معدل القلب بوساطة التسريب الورديدي للديلتيازيم هيدروكلورايد بعد حقن جرعة البلعة.

معدل التسريب البدئي 5 إلى 10 مغ/ساعة، ممكن أن يزاد حسب الحاجة بتزايدات 5 مغ/ساعة إلى معدل 15 مغ/ساعة. التسريب يجب أن يستمر إلى 24 ساعة.

## التأثيرات العكسية
العلاج بالديلتيازيم جيد التحمل عموماً.
ممكن أن يحدث صداع، وذمة الكاحل ، انخفاض ضغط الدم، دوخة، بيغ (تورد)، تعب، وغثيان واضطرابات معدية معوية أخرى (تتضمن فقدان شهية، إقياء، إمساك أو إسهال، اضطرابات بالتذوق، واكتساب الوزن). وقد لوحظ حدوث فرط تنسج اللثة.
الطفح الجلدي، من الممكن بسبب فرط الحساسية، يكون معتدلاً وعابراً، ولكن في حالات قليلة ممكن أن ظهرت حمامى عديدة الأشكال أو التهاب جلد تقشري، ممكن أن يحدث أيضاً ارتكاسات حساسية ضوئية. لوحظ حدوث ارتفاع عابر في قيم أنزيمات الكبد ، وأحياناً التهاب كبد.
ممكن أن يخمد الديلتيازيم التوصيل القلبي وأحياناً ممكن أن يؤدي إلى حجب شرياني وريدي AV block، تباطؤ قلب، ونادراً توقف الانقباض أو توقف جيبي المنشأ.
ممكن أن يرتبط فرط الجرعة بديلتيازيم بتباطؤ القلب، مع أو بدون صعوبات بالتوصيل الشرياني الوريدي، وفرط ضغط الدم.
لوحظ أن ديلتيازيم ماسخ للأجنة في دراسات الحيوانات.

## فرط الجرعة
عواقب ومعالجة فرط جرعة ديلتيازيم مشابهة للنيفيدبين، على الرغم من أن الموت والمضاعفات المهددة للحياة ممكن أن تكون أكثر شيوعاً مع الديلتيازيم.

## احتياطات
الديلتيازيم هو مضاد استطباب عند المرضى الذين لديهم متلازمة العقدة الجيبية المريضة، حصر ورديدي شرياني موجود سابقاً من الدرجة الثانية أو الثالثة، أو تباطؤ قلبي ملحوظ، ويجب أن يستخدم بعناية عند المرضى ذوي الدرجة الأقل من الحصر الورديي الشرياني أو التباطؤ القلبي. يرتبط الديلتيازيم مع تطور الفشل القلبي وتكون العناية الكبيرة مطلوبة عند مرضى فشل وظيفة البطين الأيسر. الانسحاب المفاجئ للديلتيازيم ممكن أن يرتبط مع مفاقمة الذبحة.
المعالجة بالديلتيازيم يجب أن تبدأ مع جرعات مخفضة عند المرضى الكهول وعند مرضى الفشل الكلوي أو الكبدي.

## الاعتياد
اعتياد الديلتيازيم عند لاعبي كمال الأجسام ولاعبي كرة القدم الأميركية أصبح مزعوماً. مثل هكذا اعتياد من الممكن أنه بسبب وجود دليل أن الديلتيازيم يزيد الحد الأقصى للأكسجين المستهلك بعد التمرن.
لاعبو كمال الأجسام الذين اعترفوا بأخذ الديلتيازيم بجرعات عالية قد عانوا من معص بطني شديد.

## الإرضاع
يتوزع الديلتيازيم في حليب الإرضاع عند المريضات اللواتي تتلقين ديلتيازيم فموياً 60 مغ أربع مرات يومياً، التراكيز في حليب الثدي كانت مشابهة للتراكيز في المصل. لذلك أوصى المصنعون بأن الديلتيازيم يجب أن يتم تجنبه عموماً خلال الإرضاع.

## التداخلات
ممكن أن يحدث تزايد تخميد التوصيل القلبي مع خطر تباطؤ القلب والحصر الوريدي الشرياني عندما يعطى الديلتيازيم مع أدوية أخرى مثل اميودارون، حاصرات بيتا، ديجوكسين، وميفلوكين. ممكن أن يتعزز التأثير المضاد لفرط ضغط الدم إذا استخدم مع أدوية مضادة لفرط ضغط الدم أخرى أو مع أدوية تسبب انخفاض الضغط مثل ألديسلوكين ومضادات الذهان.
يستقلب الديلتيازيم على نطاق واسع في الكبد بوساطة جملة السيتوكروم P450 نظير الانزيم CYP3A4 ومن الممكن أيضاً أن يثبط استقلاب أدوية تشاركها نفس السبيل. ممكن أن تكون التداخلات متوقعة مع محرضات الانزيم، مثل كاربامازيبين، فينوباربيتال، فينيتوئين، وريفامبيسين ومع مثبطات الانزيم مثل سيميتيدين ومثبطات HIV بروتياز.

## الحركية الدوائية
يمتص الديلتيازيم تقريباً بشكل كامل من السبيل المعدي المعوي بعد الجرعة الفموية، ولكنه يخضغ لاستقلاب المرور الأول الكبدي. تراكيز الذروة في البلازما تحدث بعد حوالي 3 إلى 4 ساعات بعد الجرعة الفموية.لوحظ أن التوافر الحيوي حوالي 40% ، على الرغم من وجود تفاوت فردي جدير بالاعتبار في التراكيز البلازمية. يرتبط حوالي 80% ديلتيازيم ببروتينات البلازما. يتوزع في حليب الثدي.
يستقلب بشكل واسع في الكبد، بشكل رئيسي عن طريق جملة السيتوكروم P450 ايزوانزيم CYP3A4، أحد المستقلبات، ديساسيتيل ديلتيازيم، قد لوحظ أنه يمتلك 25 إلى 50% من فعالية المركب الأم. لوحظ أن العمر النصفي لديلتيازيم حوالي 3 إلى 5 ساعات. حوالي 2 إلى 4 % من الجرعة تطرح في البول على شكل ديلتيازيم غير متغير والبقية تطرح على شكل مستقلبات في الصفراء والبول. الديلتيازيم ومستقلباته قليلو القابلية للتديال.